# Joel Spencer
Joel Harold Spencer (né le 20 avril 1946) est un mathématicien et informaticien théoricien américain. 
Il est professeur émérite Silver au Courant Institute of Mathematical Sciences de l'université de New York.

## Biographie
En 1963, alors qu'il est étudiant au Massachusetts Institute of Technology, Spencer gagne la compétition Putnam et devient un Putnam Fellow.
Il obtient sa licence (B.Sc.) au Massachusetts Institute of Technology en 1965 et son doctorat (Ph. D.) à l'université Harvard en 1970 sous la direction d'Andrew M. Gleason avec une thèse intitulée Probabilistic methods in combinatorial theory.
En 1967-1968, Spencer travaille aux Bell Laboratories, puis à la Rand Corporation jusqu'en 1971. À partir de 1971, il enseigne à l'Université de Californie à Los Angeles, à partir de 1972 au MIT et à partir de 1975 à l'université d'État de New York à Stony Brook. Depuis 1988, il est professeur au Courant Institute of Mathematical Sciences de l'université de New York. Il est chercheur invité notamment à l'Institute for Advanced Study (1997, 1998), à l'Institut Mittag-Leffler, chez Microsoft, à l'université de Melbourne, à Budapest et à l'Institut Weizmann.

## Prix et distinctions
De 1977 à 1981, Spencer est Sloan Research Fellow. En 1994, il est conférencier invité au congrès international des mathématiciens à Zurich (titre de sa communication : Probabilistic methods in combinatorics). 
En 1984, Spencer reçoit le prix Halmos-Ford pour son article Large numbers and unprovable theorems
Il délivre la Erdős Lecture à l'université hébraïque de Jérusalem en 2001. En 2012, il devient membre de l'American Mathematical Society. Il est élu membre de la Society for Industrial and Applied Mathematics en 2017 « pour ses contributions aux mathématiques discrètes et à la théorie de l'informatique, en particulier aux graphes et réseaux aléatoires, la théorie de Ramsey, la logique et les algorithmes aléatoires ». En 2021, il reçoit le prix Leroy P. Steele pour l'exposition mathématique avec son co-auteur Noga Alon pour leur livre The Probabilistic Method .

## Recherche
Il travaille en combinatoire,  notamment sur les méthodes probabilistes en combinatoire et sur la théorie de Ramsey. 
Les travaux de Spencer ont été fortement influencés par la collaboration avec Paul Erdős, et il a coécrit de nombreux articles avec lui (son nombre d'Erdős est 1). Ses autres coauteurs fréquents sont Ronald Lewis Graham, Noga M. Alon et János Pach

## Publications (sélection)
- 1974 —  Paul Erdős et Joel Spencer, Probabilistic methods in combinatorics, Academic Press, 1974.
- 1980 — Ronald L. Graham, Bruce L. Rothschild et Joel Spencer, Ramsey theory, Wiley, 1980. 2e édition 1990
- 1987 —    Joel Spencer, Ten lectures on the probabilistic method, Society for Industrial and Applied Mathematics, 1987. 2e édition 1994
- 1992 —    Noga Alon et Joel Spencer, The probabilistic method, Wiley, 1992.  2e édition 2000, 3e édition 2008, 4e édition 2016
- 1993 —   Joel Spencer, « Nine lectures on random graphs », dans Paul-Louis Hennequin (éditeur), Lectures on Probability Theory and Statistics: Ecole d'Eté de Probabilités de Saint-Flour XXI-1991, Springer Verlag, coll. « Lecture Notes in Mathematics » (no 1541), 1993, m viii+356 (zbMATH 0792.05130), p. 293-347
- 2001 —    Joel Spencer, The strange logic of random graphs, Springer, coll. « Algorithms and Combinatorics 22 », 2001, x+168.
- 2008 —    Joel Spencer, Deterministic random walks on regular trees, American Mathematical Society, 2008.
- 2014 —   Laura Florescu et Joel Spencer, Asymptopia, American Mathematical Society, coll. « Student Mathematical Library 71 », 2014, xiv + 183 (ISBN 978-1-4704-0904-3).